# ألبرت ديسالفو
ألبرت هنري ديسالفو (3 سبتمبر 1931 - 25 نوفمبر 1973) هو مغتصب وقاتل أمريكي متسلسل مشتبه به في بوسطن ، ويُزعم أنه اعترف بأنه " بوسطن سترانجلر "، وهو القاتل لثلاث عشرة امرأة في منطقة بوسطن من عام 1962 إلى عام 1964. في عام 1967، حكم على ديسالفو بالسجن المؤبد لارتكابه سلسلة من جرائم الاغتصاب. ومع ذلك، فإن اعترافه بالقتل كان محل نزاع واستمر الجدل حول الجرائم التي ارتكبها بالفعل.
في يوليو عام 2013، تمت مطابقة الحمض النووي بين السائل المنوي الذي تم العثور عليه عند اغتصاب وقتل ماري سوليفان والحمض النووي الذي تم الحصول عليه من ابن أخ ديسالفو، مما ربط ديسالفو بمقتل سوليفان واستبعاد 99.9٪ من بقية السكان.  في وقت لاحق من ذلك الشهر، قامت السلطات باستخراج رفات ديسالفو وأكدت تطابقها مع الحمض النووي.
بين 14 يونيو 1962 و4 يناير 1964، حوالي ثلاث عشرة امرأة عازبة تتراوح أعمارهن بين 19 و85 عامًا في منطقة بوسطن ؛ تم ربطهم في النهاية بـ بوسطن سترانجلر. وتعرضت معظم النساء للاعتداء الجنسي في شققهن، ثم تم خنقهن بملابس. توفي أقدم ضحية بنوبة قلبية . وتعرض اثنان آخران للطعن حتى الموت، وتعرض أحدهما للضرب المبرح أيضًا. وبدون أي علامة على الدخول القسري إلى مساكنهن، كان من المفترض أن النساء يعرفن قاتلهن أو سمحن له طوعا بالدخول إلى منازلهن. 